# Charles-Antoine Coypel

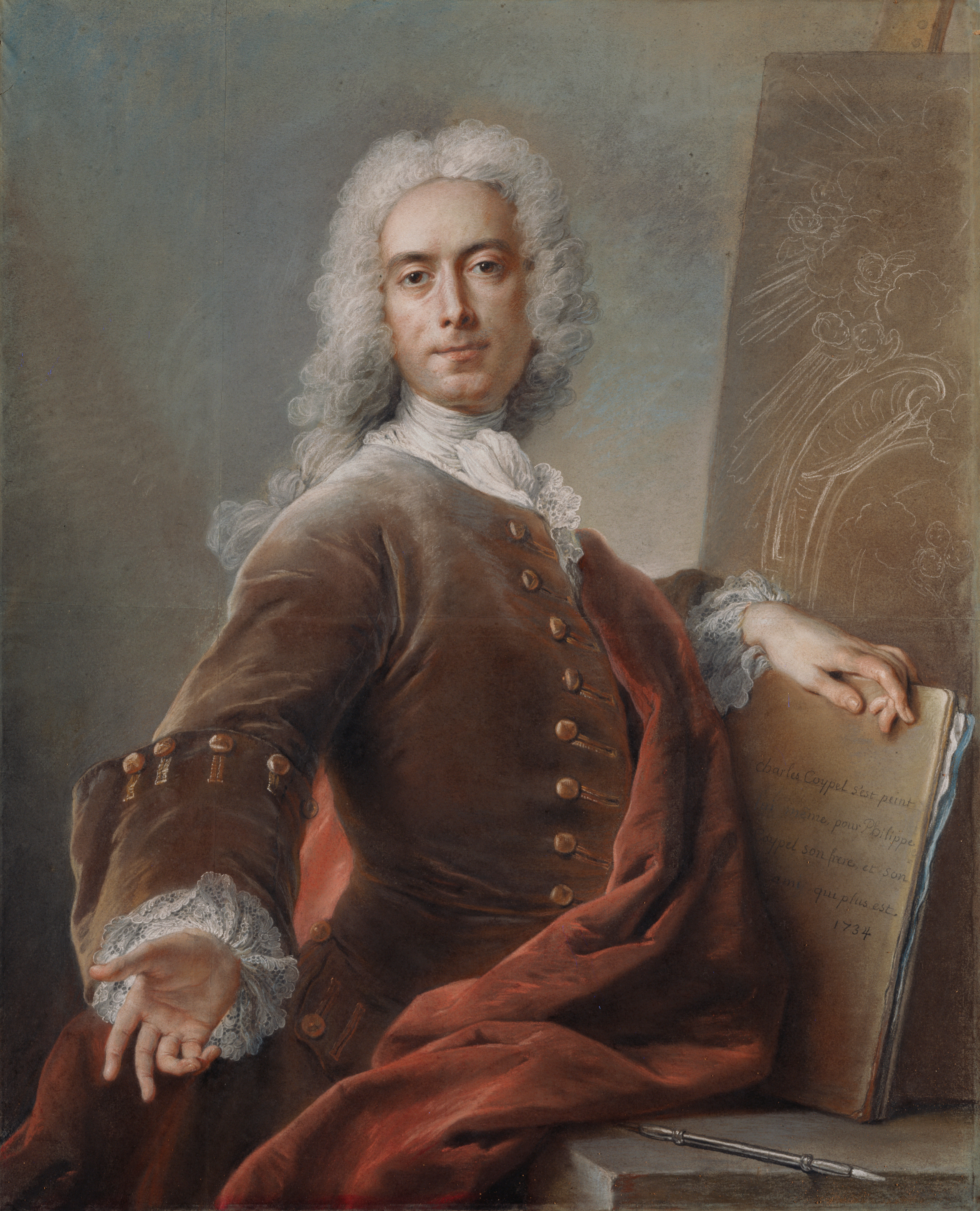
Charles-Antoine Coypel, Selbstporträt von 1734.

Charles-Antoine Coypel (* 11. Juli 1694 in Paris; † 14. Juni 1752 ebenda) war ein französischer Historienmaler und Dramatiker am Hofe Ludwigs XV.

## Leben
Charles-Antoine Coypel war der Sohn Antoine Coypels und Enkel Noël Coypels, außerdem der Neffe Noël-Nicolas Coypels, obwohl er nur vier Jahre jünger als dieser war. Die Kunstkritik sieht ihn als den am wenigsten begabten Maler der Künstlerfamilie Coypel an, doch gelang ihm dank seines umtriebigen und energischen Wesens eine eindrucksvolle Karriere innerhalb der Kunstinstitutionen Frankreichs.
Er trat am 31. August 1715 in die Académie Royale de Peinture et de Sculpture ein, deren Direktor er 1747 wurde. Im selben Jahr wurde er außerdem zum Premier Peintre du Roi (Erster Maler des Königs) ernannt und spielte eine wichtige Rolle bei der Gründung der École des Élèves Protégés de l’Académie Royale.
Bereits 1722 war er Hauptmaler des Herzogs von Orléans geworden, der die Regentschaft für den noch minderjährigen König führte, und bezog Räumlichkeiten im Louvre. Er arbeitete auch für Madame de Pompadour und den polnischen Hof. Neben eigentlichen Tafelwerken entwarf Coypel Motive für die Herstellung von Gobelins. Eine Serie von 28 Szenen aus der Geschichte Don Quixotes wurde zu seinem erfolgreichsten Werk und zwischen 1724 und 1794 immer wieder hergestellt.
Neben seiner Betätigung als Maler trat Coypel schriftstellerisch in Erscheinung. Er verfasste zwei Tragödien und einige Komödien, dazu verschiedene Gedichte.

## Werke (Auswahl)
- Jason et Médée (Jason und Medea), 1715
- Fille devant le miroir (Mädchen vor dem Spiegel), 1730, im Schloss Sanssouci, Potsdam
- La surprise (Die Überraschung), 1733, im Schloss Sanssouci
- Le Sacrifice d’Abraham (Das Opfer Abrahams), 1746
- Hermann Moritz comte de Saxe (Hermann Moritz Graf von Sachsen), im Schloss Sanssouci